# Liste von Sehenswürdigkeiten im Bezirk Pankow
Diese Liste beinhaltet die Artikel zu Sehenswürdigkeiten des Berliner Bezirks Pankow. Dabei gelten die Grenzen seit der Gebietsreform 2001 mit den Altbezirken Pankow, Prenzlauer Berg und Weißensee.

## Grünanlagen und Gewässer

### Grünanlagen
- Bleichröderpark
- Botanische Anlage Blankenfelde
- Brosepark
- Bucher Forst
- Bürgerpark Berlin-Pankow
- Ernst-Thälmann-Park
- Friedhofspark Pappelallee
- Mauerpark
- Naturpark Barnim
- Park am Weißen See
- Volkspark Prenzlauer Berg
- Volkspark Schönholzer Heide

- Kleingartenanlage „Blankenburg“ (eine der größten KGA Deutschlands)
- Kleingartenanlage „Märchenland“

### Gewässer
- Arkenberger Baggersee
- Bogensee (Berlin-Buch)
- Eschengraben
- Fauler See (Weißensee)
- Karower Teiche
- Karpfenteiche (Berlin-Buch)
- Moorlinse Buch
- Nordgraben
- Panke
- Weißer See (Berlin)

## Kirchen, Friedhöfe und religiöse Einrichtungen

### Kirchen
- Feldsteinkirche Blankenfelde
- Barockkirche Buch (evangelisch)
- Kirche Mater Dolorosa (Buch) (katholisch)
- Feldsteinkirche Heinersdorf
- Dorfkirche Karow
- Dorfkirche Pankow „Zu den vier Evangelisten“ (evangelisch)
- St. Georg (Berlin-Pankow) (katholisch)
- Hoffnungskirche Berlin-Pankow (evangelisch)
- St. Augustinus (Berlin) Prenzlauer Berg (evangelisch)
- Gethsemanekirche (Berlin) Prenzlauer Berg (evangelisch)
- Heilige Familie (Berlin-Prenzlauer Berg) (katholisch)
- Herz-Jesu-Kirche (Berlin-Prenzlauer Berg) (katholisch)
- Immanuelkirche (Berlin) Prenzlauer Berg (evangelisch)
- Kirche Ss. Corpus Christi (Berlin-Prenzlauer Berg) (katholisch)
- Segenskirche (Berlin-Prenzlauer Berg) (evangelisch)
- Dorfkirche Berlin-Rosenthal
- Bethanienkirche (Berlin-Weißensee)
- St. Josef (Berlin-Weißensee) (katholisch)
- Pfarrkirche Weißensee

### Friedhöfe
- Friedhof Pankow II
- Friedhof Pankow III
- Friedhof Pankow IV
- Friedhof Pankow V
- Friedhof Pankow VII
- Friedhof Pankow IX
- Friedhof Blankenburg (auch Pankow X)
- Friedhof Pankow XII
- Friedhof Heinersdorf
- Friedhof Weißensee
- Friedhof I der Georgen-Parochialgemeinde
- St.-Marien- und St.-Nikolai-Friedhof I
- Jüdischer Friedhof Berlin-Weißensee
- Jüdischer Friedhof Schönhauser Allee
- Adass-Jisroel-Friedhof Berlin-Weißensee

### Religiöse Einrichtungen
- Khadija-Moschee
- Franziskaner-Kloster Wollankstraße
- Synagoge Rykestraße
- Stephanus-Stiftung

## Denkmäler, Bauwerke und Plätze

### Denkmäler und Gedenkstätten
- Sowjetisches Ehrenmal (Schönholzer Heide)
- Sowjetisches Ehrenmal (Berlin-Buch)
- Ernst-Thälmann-Denkmal (Prenzlauer Berg)
- Käthe Kollwitz (Plastik) (Prenzlauer Berg)

### Bauwerke
- Bremer Höhe
- GEHAG-Siedlung
- Gleimtunnel
- Heilanstalten in Berlin-Buch
- Hirschhof
- Jüdisches Waisenhaus Berlin
- Kino Delphi
- Komponistenviertel (Berlin-Weißensee)
- Kulturbrauerei
- Majakowskiring
- Reste des Feldsteinfundaments des Rosenthaler Wohnturms
- Schloss Schönhausen
- Wasserturm Prenzlauer Berg
- Windkraftanlage Pankow
- Wohnstadt Carl Legien
- Zeiss-Großplanetarium

### Plätze
- Helmholtzplatz
- Kollwitzplatz

## Kultureinrichtungen

### Sportstätten
- Eissporthalle Paul-Heyse-Straße
- Friedrich-Ludwig-Jahn-Sportpark
- Golf Resort Berlin-Pankow
- Max-Schmeling-Halle
- Radrennbahn Weißensee
- Schwimm- und Sprunghalle im Europasportpark
- Stadion Buschallee
- Velodrom (Berlin)
- Werner-Seelenbinder-Halle
- Wabe (Berlin)

### Schulen, Bühnen und Werkstätten
- Staatliche Ballettschule Berlin
- Brotfabrik (Berlin)
- Kulturbrauerei
- Kunsthochschule Berlin-Weißensee
- Schule für Bildende Kunst und Gestaltung
- Künstlerhof Buch
- MACHmit! Museum für Kinder
- Prenzlauer Berg Museum
- Theater RambaZamba
- Theater unterm Dach

### Wissenschaftliche Einrichtungen
- Helios-Klinikum Berlin-Buch
- Max-Delbrück-Centrum
- Zeiss-Großplanetarium

### Gastronomie
- Konnopke’s Imbiß
- Prater (Berlin)